# Casa natale di Martin Lutero
La Casa natale di Martin Lutero è un edificio commemorativo, situato a Lutherstadt Eisleben, dove nacque il riformatore cristiano Martin Lutero. Costruita nel 1693, è uno dei musei più antichi della Germania ed è stata dichiarata Patrimonio dell'umanità dall'UNESCO nel 1996. Si trova in Lutherstrasse 16, il cui nome storico era Lange Gasse fino al 1872.

## Storia

### Lutero ad Eisleben
Da bambino, Martin Lutero visse a Eisleben solo per le prime settimane dopo la nascita. La sua nascita avvenne mentre i suoi genitori stavano viaggiando da Möhra in Turingia a Mansfeld, dove suo padre aveva intenzione di stabilirsi per lavorare come fonditore. Nonostante il suo breve soggiorno, Martin Lutero si sentì strettamente legato alla sua città natale e al luogo del suo battesimo per tutta la vita. Anche se non vi visse mai in modo permanente, visitò la città diverse volte, per l'ultima volta nel 1546, quando voleva risolvere una controversia tra i conti di Mansfeld.

## Storia della costruzione

### Il luogo di nascita originale di Lutero

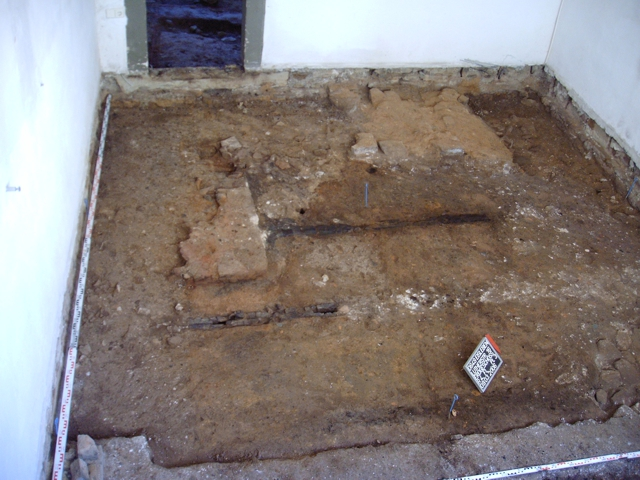
Resti dell'originale casa natale di Lutero a Eisleben, bruciata nel 1689: assi del pavimento carbonizzate e pavimento in argilla. Sulla sinistra una fondazione leggermente rialzata di una stufa in maiolica che fu parzialmente distrutta dal nuovo edificio del 1693

L'edificio precedente, che si trovava nello stesso luogo dell'edificio commemorativo, fu raso al suolo da un incendio della città nel 1689. Durante gli scavi del 2006 furono scoperti alcuni resti all'interno dell'edificio attuale. Sotto il pavimento, sepolte sotto le macerie, sono state trovate alcune travi carbonizzate, che dovevano essere supporti per un pavimento di assi, e un pavimento di argilla che era stato colorato di rosso dall'azione del calore. Mentre la ceramica trovata sui pavimenti risale al XIV-XV secolo, la datazione al radiocarbonio di una trave indicava un'età intorno al 1500 o 1600, per cui non si può escludere del tutto una successiva ricostruzione del pavimento intorno al 1600 o un edificio costruito intorno al 1500. Probabilmente si tratta davvero dei resti dell'originale luogo di nascita di Lutero.
Le pareti esterne dell'edificio incendiato furono rimosse quando fu costruito l'edificio commemorativo nel 1693. I fori sede delle travi e una trave carbonizzata del pavimento, tuttavia, mostrano una suddivisione interna dell'edificio realizzata da un muro a graticcio. È stata trovata anche una piastra da forno. L'originale casa natale di Lutero misurava probabilmente circa 10 × 6 metri con un annesso sul lato est del cortile che misurava circa 4 × 4. Poiché sono presenti cantine a volta sotto i resti dell'incendio, anche queste dovevano essere conteggiate come parte del patrimonio edilizio originario. Gli scavi nelle vicinanze dell'edificio mostrano che la casa natale di Lutero era stata costruita in un ambiente suburbano dal carattere artigianale. Non apparteneva alla famiglia Lutero, ma fu abitata solo per poche settimane in occasione della nascita di Martin prima che la famiglia si trasferisse a Mansfeld.
La casa natale originale rimase di proprietà privata fino al 1689. Ma in una fase iniziale divenne un luogo di culto per Lutero. Già nel XVI secolo vi fu affissa una targa lignea. Verso la fine del XVII secolo, tuttavia, la casa in cui nacque cadde in rovina e vi fu intallato un pub. Il magistrato di Eisleben non gradiva l'aspetto della casa e decise di far smontare il pannello di legno. Poco tempo dopo, l'edificio andò a fuoco. Tuttavia, il pannello di legno venne usato come "immagine del Lutero incombusto" ed era considerato un'importante reliquia della venerazione del riformatore. Dopo l'incendio della città, nel 1689, il magistrato costrinse la proprietaria, Marie Friedrich, a vendere la casa alla città negandole i consueti prestiti per la ricostruzione usuali al tempo dopo gli incendi delle città.

### L'edificio commemorativo del 1693

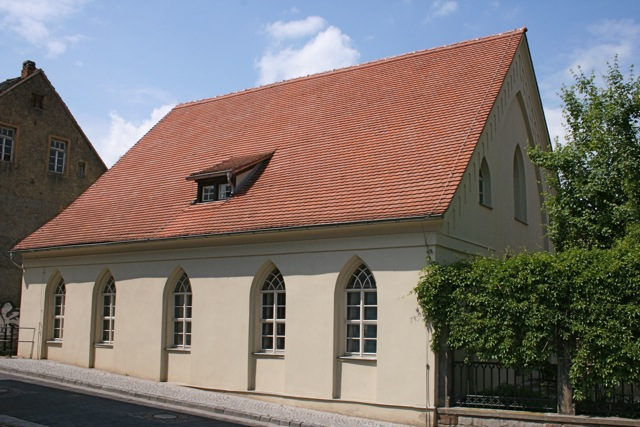
La scuola per i poveri dal 1817

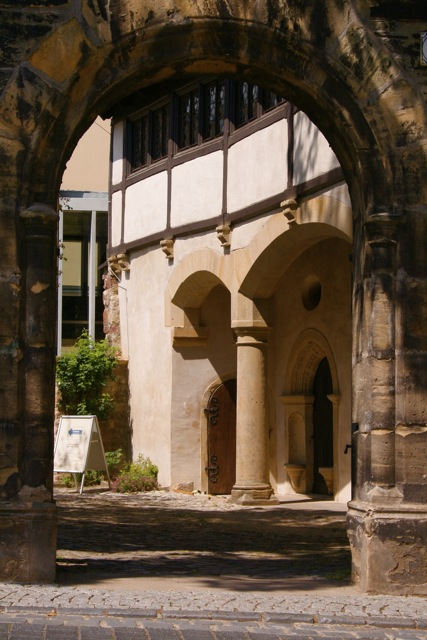
Il cortile della casa natale. Ampliamento con portici costruito nel 1876 dall'architetto Friedrich August Stüler

Invece della piccola casa suburbana, nel 1693 fu costruito un edificio commemorativo rappresentativo. Non aderiva alle dimensioni e alla disposizione della casa natale originale di Lutero. Così, dal XIX secolo quella che viene indicata come "stanza della nascita di Lutero" non è verosimile.
Ciò che è degno di nota riguardo all'edificio commemorativo è che nel periodo barocco, vennero utilizzati elementi decorativi rinascimentali sulla facciata e nel cortile per far sembrare l'edificio più antico. Le stanze al piano terra, adiacenti all'atrio, erano adibite a scuola per i poveri. L'appartamento dell'insegnante era al piano superiore. La casa di Lutero è stata pensata al primo piano, in particolare la “bella sala” con il soffitto dipinto e i ritratti che formavano una cornice rappresentativa. Sotto il re prussiano Federico Guglielmo III l'edificio fu ricostruito, a partire dal 1817, e la collezione fu ampliata. La scuola per i poveri venne trasferita in un nuovo edificio nel cortile sul retro e l'appartamento dell'insegnante in un edificio dell'ala laterale a ovest del cortile, conferendo alla casa un carattere più simile a un museo. Nel 1864, su progetto dell'architetto Friedrich August Stüler, fu acquistato l'edificio vicino a est e demolito nel 1867 per liberare l'edificio commemorativo e creare un giardino. Nel frontone est vennero create delle finestre e l'ala laterale fu nuovamente abbattuta. Sul lato del cortile, c'era una doppia arcata, a sesto piatto, con una sommità a graticcio posta di fronte all'edificio al primo piano. Dal 1891 il piano superiore ospitò la collezione archeologica del club di antichità di Eisleben.

### Situazione attuale
Entrambi gli edifici appartengono alla Luther Memorials Foundation in Sassonia-Anhalt dal 1997.
Tra il 2005 e il 2007 sono state effettuate ampie riprogettazioni. La casa dove nacque Lutero è stata ristrutturata e restaurata. Tutti gli oggetti estranei che erano stati aggiunti nel tempo, per uso museale, sono stati rimossi. La casa direttamente adiacente, in Lutherstrasse, è stata acquistata e collegata alla casa della nascita. Tra questa e la scuola per i poveri, nell'area del cortile posteriore, è stato costruito un moderno edificio di collegamento a due piani su un'altra proprietà confinante. Il risultato è un complesso a forma di ferro di cavallo; l'area espositiva è stata ampliata da 500 a 700 metri quadrati (architetto Jörg Springer, Berlino). L'8 maggio 2010 il restyling dello studio Springer Architects ha ricevuto il premio BDA  “Nike” nella categoria “beste Raumbildung”.

## La mostra
La mostra permanente, inaugurata nel 2007, si intitola Von daher bin ich – Martin Luther und Eisleben ed è dedicata alla famiglia del riformatore. Inoltre vengono mostrate le attività minerarie del padre.